# Серкел (Аляска)
Серкел (англ. Circle) — переписна місцевість (CDP) в США, в окрузі Юкон-Коюкук штату Аляска. Населення — 91 особа (2020).

## Географія
Серкел розташований за координатами 65°50′20″ пн. ш. 144°10′47″ зх. д. / 65.83889° пн. ш. 144.17972° зх. д. (65.838956, -144.179638).  За даними Бюро перепису населення США в 2010 році переписна місцевість мала площу 276,03 км², з яких 274,63 км² — суходіл та 1,40 км² — водойми.

## Демографія
Згідно з переписом 2010 року, у переписній місцевості мешкали 104 особи в 40 домогосподарствах у складі 25 родин. Густота населення становила 0 осіб/км².  Було 52 помешкання (0/км²).
Расовий склад населення:
| - 84,6 % — корінних американців - 9,6 % — білих |

До двох чи більше рас належало 5,8 %. Частка іспаномовних становила 1,9 % від усіх жителів.
За віковим діапазоном населення розподілялося таким чином: 27,9 % — особи молодші 18 років, 59,6 % — особи у віці 18—64 років, 12,5 % — особи у віці 65 років та старші. Медіана віку мешканця становила 31,7 року. На 100 осіб жіночої статі у переписній місцевості припадало 92,6 чоловіків;  на 100 жінок у віці від 18 років та старших — 127,3 чоловіків також старших 18 років.
Середній дохід на одне домашнє господарство  становив 43 424 долари США (медіана — 17 125), а середній дохід на одну сім'ю — 48 953 долари (медіана — 15 000). За межею бідності перебувало 63,6 % осіб, у тому числі 87,2 % дітей у віці до 18 років та 0,0 % осіб у віці 65 років та старших.
Цивільне працевлаштоване населення становило 37 осіб. Основні галузі зайнятості: освіта, охорона здоров'я та соціальна допомога — 29,7 %, мистецтво, розваги та відпочинок — 27,0 %, публічна адміністрація — 13,5 %, транспорт — 10,8 %.